# Tid för hämnd
Tid för hämnd (engelska: Licence to Kill) från 1989 är den 16:e filmen om den hemlige MI6-agenten James Bond producerad av EON Productions. Filmen är den andra och sista med Timothy Dalton i huvudrollen och den femte Bondfilmen som regisserades av John Glen.

## Titeln
Originaltiteln, Licence to Kill, är den första Bondfilmstiteln som inte är tagen från någon av Flemings böcker. Den svenska titeln syftar på Bonds mål i filmen.

## Handling
Felix Leiter (David Hedison), James Bonds vän och agentkollega, skall gifta sig i Key West i Florida. Bond är hans marskalk. På vägen till kyrkan får Felix, som numera är DEA-agent, reda på att knarkkungen Franz Sanchez (Robert Davi) är på fri fot, och beger sig (med Bond som observatör) ut på jakt i en kustbevakningshelikopter. Tillfångatagandet lyckas, och bröllopet sätter igång på allvar. Men det visar sig att Sanchez lyckas muta sig fri, och under fängelsetransporten sker en planerad kupp som ger Sanchez friheten tillbaka. Som hämnd för att ha blivit tillfångatagen låter Sanchez döda Felix nyblivna hustru och kasta Felix till en vithaj varefter han mister ena benet.
Bond har under tiden begett sig från bröllopsfesten och är på väg hem, då han blir informerad om att Sanchez rymt. Bond skyndar sig tillbaka till Felix hus, och upptäcker en medvetslös Felix med en lapp som lyder "Han tålde inte något som åt honom". Bond bestämmer sig för att hämnas, och tar upp jakten på den förrymde Sanchez. När Bond vägrar att lyda order från M (Robert Brown) att sluta upp med sin privata vendetta, blir han av med sin rätt att döda. Trots det fortsätter Bond sin vendetta på egen hand, och möter CIA-informatören Pam Bouvier (Carey Lowell), Sanchez flickvän Lupe Lamora (Talisa Soto) och även Q, (Desmond Llewelyn) som blivit övertalad av Moneypenny (Caroline Bliss) att hjälpa Bond.
En av Leiters informatörer i Sanchez' organisation, Pam Bouiver, är även hon villig att hjälpa Bond, och räddar honom från att dö i en fabrikslokal. Efter en hetsig och brutal hämndaktion lyckas Bond till slut att komma öga till öga med Sanchez.

## Rollista (i urval)
| Timothy Dalton        | – James Bond             |
| Carey Lowell          | – Pam Bouvier            |
| Robert Davi           | – Franz Sanchez          |
| Desmond Llewelyn      | – Q                      |
| Robert Brown          | – M                      |
| David Hedison         | – Felix Leiter           |
| Talisa Soto           | – Lupe Lamora            |
| Everett McGill        | – Ed Killifer            |
| Anthony Zerbe         | – Milton Krest           |
| Benicio del Toro      | – Dario                  |
| Frank McRae           | – Sharkey                |
| Pedro Armendáriz, Jr. | – President Hector Lopez |
| Priscilla Barnes      | – Della Churchill        |
| Caroline Bliss        | – Miss Moneypenny        |
| Grand L. Bush         | – Hawkins                |

David Hedison som spelar Felix Leiter spelade även Felix Leiter i Bondfilmen Leva och låta dö hela 16 år tidigare. Dubbelinsatsen gjorde Hedison till enda skådespelare att spela Leiter två gånger fram till Jeffrey Wright gjorde om prestationen i Quantum of Solace (då Bondfilmerna mer tydligt utspelade sig på en tydlig tidslinje och följde direkt efter föregående Casino Royale) och överträffade det med en tredje gång i No Time to Die.

## Produktion

### Förproduktion
Den här Bondfilmen var den första som inte hade en titel från en av Ian Flemings romaner eller novellsamlingar. Det finns dock fortfarande ett par noveller kvar som aldrig gett namn åt en Bond-film: The Hildebrand Rarity och Risico ur novellsamlingen Ur dödlig synvinkel samt The Property of a Lady ur novellsamlingen Octopussy. Manuset påbörjades av Michael G. Wilson och Richard Maibaum, men Maibaum tvingades avbryta arbetet på grund av en strejk av Writers Guild of America så Wilson fick färdigställa manuset själv. Titeln valdes enligt uppgift efter License Revoked, vilket ansågs olämpligt då adjektivet "revoked" (återkallad) inte ansågs tillräckligt bekant, alternativt gav associationer till körkort (på engelska "driver's license") och därför undergrävde dramaturgin. Ledmotivet sjöngs av Gladys Knight. 
Scenen där Felix Leiter blir nerhissad i en bassäng som hajmat kommer egentligen från romanen Leva och låta dö, men när den filmen skulle spelas in ansåg man att scenen var alltför stötande för att ta med. Istället kom den då med i Tid för Hämnd, som fortfarande anses som en av de mer brutala. Dalton ansåg detta vara i linje med stämningen och råheten i de ursprungliga böckerna, som han ville ta tillbaka. De komiska inslagen är tydligt nedtonade och flera komiska "oneliners" levereras av andra karaktärer, som antagonisten Sanchez.

### Filminspelningen

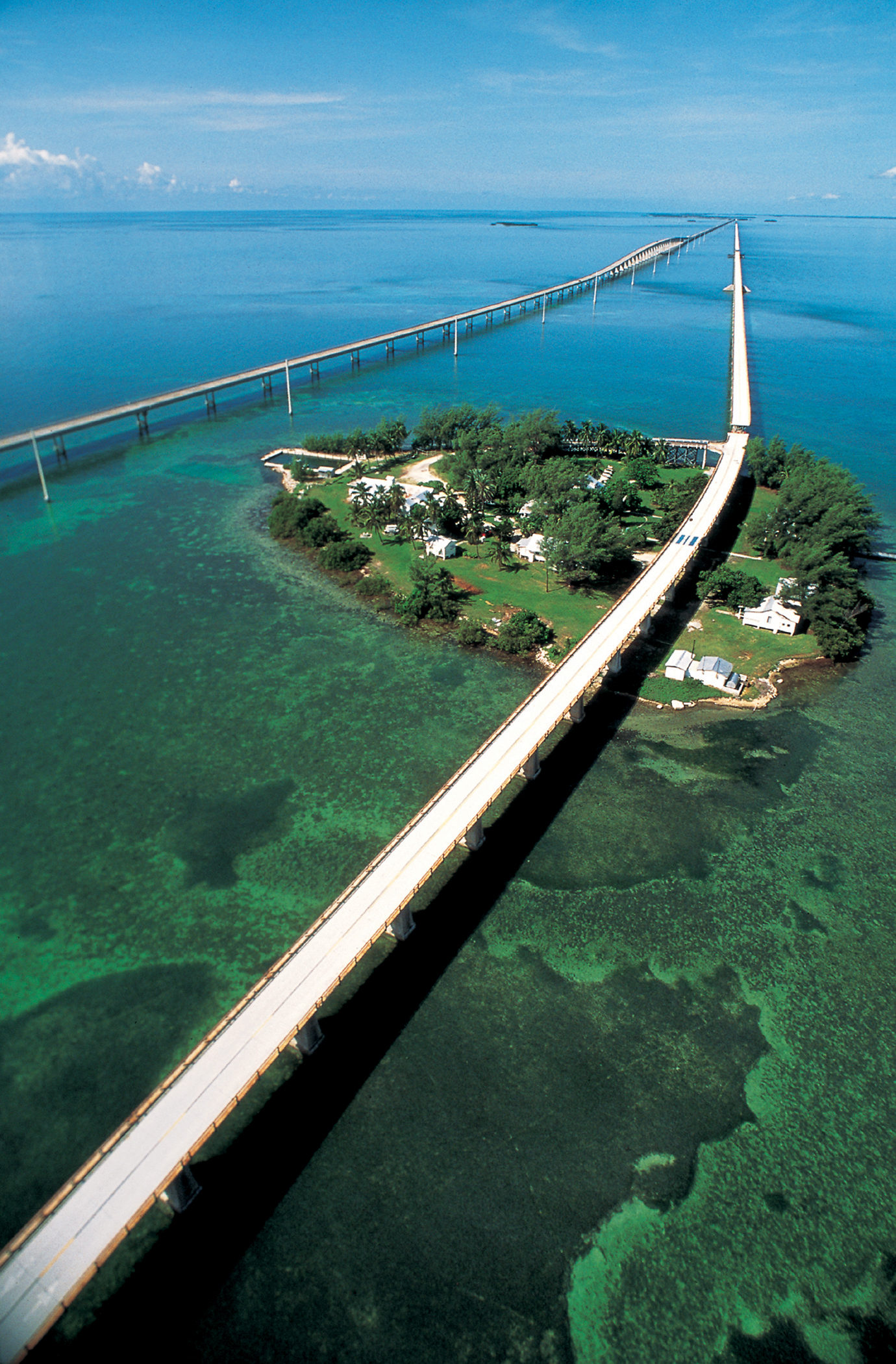
Seven Mile Bridge utanför Key West i Florida förekommer i filmens början.

Inspelningen gjordes på flera platser, främst i Mexiko, då produktionen var baserad på Estudios Churubusco i Mexico City. Inspelning ägde även rum på andra platser i Mexiko som Acapulco i samt i Mexicali nära gränsen till USA. Filmen spelades även i USA kring Key West i Florida.
Till skillnad från de flesta andra Bondfilmer spelades inte någon del av här filmen in på Pinewood Studios utanför London, även om för- och postproduktion ägde rum där. Bond besöker heller inte London ens kortfattat för sitt uppdrag, på grund av filmens okonventionella handling, vilket var unikt vid denna tidpunkt (även om Bond i Leva och låta dö uppsöktes av M i sitt hem för instruktioner, snarare än själv kom till den senares kontor). Desmond Llewelyns roll som Q är därför också utvidgad då han uppsöker Bond i fält och hjälper honom med uppdraget. Även Bondskurken Sanchez har påtagligt mer tid i bild än övriga motståndare och påvisas i en rad odramatiska alldagliga situationer, vilket ger filmen och kemin mellan Bond och antagonisten en annan karaktär än vad som är vanligt. Den utpekades vid tillfället som mycket tidstypisk med en handling kretsande kring Florida, narkotika (specifikt kokain)smuggling, Latinamerika och colombianska drogkarteller, Stingermissiler med mera, samt en tidstypisk estetik. Den har tidvis kallats en typisk 1980-talsactionfilm med Bond instoppad, men har sedermera fått positiv kritik inte minst bland de dedikerade fansen. Många anser också den råare och mer realistiska tonen, med en kyligare men också psykologiskt komplex Bond, banade vägen för seriens återskapande 2006 med Daniel Craig i huvudrollen. Särskilt Dalton har i retrospekt fått mycket positiva omnämnanden.

### Efterproduktion
Filmen klipptes av John Grover och förtexterna till filmen filmades av Maurice Binder. Det var deras sista Bond-film och även den sista Bond-filmen för manusförfattaren Richard Maibaum, fotografen Alec Mills, regissören John Glen och skådespelarna Robert Brown (M), Caroline Bliss (Moneypenny) samt Timothy Daltons, och det skulle dröja sex år innan en ny Bondfilm skulle produceras. Anledningen var en utdragen tvist angående TV-rättigheterna att visa dittills samtliga Bondfilmer. 1994 meddelade Timothy Dalton att han inte skulle göra fler Bondfilmer. Kontraktet hade gått ut, och Dalton såg inte längre någon anledning att vilja förnya det.

## Musik

### Sånger
Titelmelodin skrevs av Narada Michael Walden, Jeffrey Cohen och Walter Afanasieff, baserat på några toner ur titelmelodin till Goldfinger, vilket gjorde att man blev tvungen att betala royalty till dess kompositörer. Dessutom förekom tre andra sånger under filmen.

### Soundtrack
Övriga soundtracket skrevs av Michael Kamen.
1. "Licence to Kill" – Gladys Knight
2. "Wedding Party" – Ivory
3. "Dirty Love" – Tim Feehan
4. "Pam"
5. "If You Asked Me To" – Patti LaBelle
6. "James & Felix on Their Way to Church"
7. "His Funny Valentine"
8. "Sanchez Is in the Bahamas/Shark Fishing"
9. "Ninja"
10. "Licence Revoked"

## Mottagande
Tid för hämnd lanserades i USA under sommaren 1989 och drog det intäktsmässigt kortaste strået i jämförelse med Batman, Dödligt vapen 2 och Indiana Jones och det sista korståget. Tid för hämnd gick dock jämförelsevis bättre utanför USA.

## Serieversion
Tid för hämnd blev adapterad 1989 till tecknad serie av Mike Grell och Richard Ashford och ritad av Grell.